# Münchner Kreis
Der Münchner Kreis ist ein gemeinnütziger eingetragener Verein, der sich mit Fragen der Technologie, der Gesellschaft, der Ökonomie und der Regulierung im Bereich der Informations- und Telekommunikationstechniken sowie der Medien befasst. Er will Menschen in Führungspositionen Orientierungshilfen bei der digitalen Transformation geben.
Der Verein beschäftigt sich seit seiner Gründung im Jahr 1974 auch mit menschlichen und gesellschaftlichen Problemen, die mit der Einführung neuer Techniken im Zusammenhang stehen. Ein wesentlicher Teil der Arbeit des Münchner Kreises spiegelt sich in den Fachkonferenzen und Kongressen wider, die mehrmals im Jahr stattfinden. Ihre Themenschwerpunkte werden jeweils durch ein Fachgremium festgelegt, das auch die wissenschaftliche Arbeit des Münchner Kreises leitet.
Der Verein finanziert seine Arbeit überwiegend durch freiwillige Förderbeiträge seiner Mitglieder. An seiner Spitze steht ein Vorstand, dem Michael Dowling, Professor an der Universität Regensburg vorsitzt. Die Vereins- und Vorstandsmitglieder sind Vertreter von Unternehmen der Informations- und Kommunikationsbranchen, der Medien, der Politik sowie der Wissenschaft aus den betroffenen Disziplinen.

## Mitglieder
Zahlreiche Persönlichkeiten aus Wirtschaft, Wissenschaft und Politik sind Mitglieder des Münchner Kreises. Zu ihnen zählen u. a. der Unternehmer Hubert Burda, der Manager Hagen Hultzsch, die Hochschullehrer Helmut Krcmar und Thomas Hess sowie die Politiker Thomas Sattelberger, Dieter Reiter und Christian Schwarz-Schilling.

## Arbeitskreise
Verschiedene Arbeitskreise innerhalb des Vereins beschäftigen sich längerfristig mit aktuellen oder auch zukünftigen Themen. Ihre Ergebnisse werden in Positionspapieren und Veranstaltungen präsentiert und diskutiert. 2021 existieren sieben Arbeitskreise:
- Arbeit in der digitalen Welt
- Digitale Infrastrukturen und Basisdienste
- Digitalisierung Mittelstand
- Energie
- Entrepreneurship und Wachstum
- Intelligente und vernetzte Mobilität
- Trust
- Diversity Applied